# Until I Bleed Out
Clip vidéo
[vidéo] « Until I Bleed Out », sur YouTube
Pistes de After Hours
After Hours
(13) Nothing Compares (édition deluxe)
(15)
Until I Bleed Out est une chanson du chanteur canadien The Weeknd de son quatrième album, After Hours. Elle est sortie le 20 mars 2020, avec l'ensemble de son album. The Weeknd a écrit et produit la chanson avec ses producteurs Metro Boomin, Oneohtrix Point Never, Prince 85 et Notinbed.

## Clip musical
Le clip de Until I Bleed Out a été annoncé pour la première fois via les différentes plateformes de médias sociaux de The Weeknd le 6 avril 2020,. Sa sortie a eu lieu le lendemain, 7 avril 2020. 
Dans le clip, réalisé par Anton Tammi, Abel Tesfaye continue à montrer son personnage trouvé à travers le matériel promotionnel d'After Hours et est vu en train de naviguer dans un manoir rempli de ballons d'une manière perdue, hébété et endommagée. Le clip a été reçu avec un accueil positif, des journalistes notant ses références à l'époque de Trilogy et le comparant aux films de Robert De Niro,.

## Crédits
Crédits provenant de Tidal.
- The Weeknd - chant, écriture, production
- Metro Boomin - écriture, production
- Oneohtrix Point Never - écriture, production
- Prince 85 – écriture, production
- Notinbed – écriture, production
- Dave Kutch - mastérisation
- Kevin Peterson - assistant de mastérisation

## Classements hebdomadaires
| Classement (2020)                     | Meilleure position |
| ------------------------------------- | ------------------ |
| Canada (Hot 100)                      | 67                 |
| États-Unis (Hot 100)                  | 80                 |
| États-Unis (R&B/Hip-Hop Songs)        | 40                 |
| France (SNEP)                         | 158                |
| Portugal (AFP)                        | 87                 |
| Slovaquie (Singles Digitál Top 100)   | 62                 |
| Suède (Sverigetopplistan Heatseekers) | 11                 |

## Historique de sortie
| Région | Date                 | Format                       | Label(s)        | Ref.   |
| ------ | -------------------- | ---------------------------- | --------------- | ------ |
| Divers | 20 mars 2020 (album) | - Téléchargement - streaming | - XO - Republic | [ 15 ] |
| Divers | 7 avril 2020         | Clip vidéo                   | - XO - Republic | [ 5 ]  |